# Sondra Locke
Sandra Louise Anderson (z domu Smith), lepiej znana jako Sondra Locke (ur. 28 maja 1944 w Shelbyville, zm. 3 listopada 2018 w Los Angeles) – amerykańska aktorka, reżyserka i piosenkarka.

## Życiorys

### Wczesne lata
Urodziła się w Shelbyville w Tennessee jako córka Pauline Bayne, pracowniczki fabryki ołówków z Huntsville w Alabamie, i Raymonda Smitha, który służył w wojsku. Jej rodzice rozstali się przed jej narodzinami. W 1962 ukończyła Shelbyville Central High School. Studiowała dramat na Middle Tennessee State University.

### Kariera
Jej kariera aktorska rozpoczęła się w drugiej połowie lat sześćdziesiątych, gdy zaczęła występować w sztukach teatralnych. Debiutowała na ekranie w dramacie Roberta Ellisa Millera Serce to samotny myśliwy (1968) u boku Alana Arkina. Za swój filmowy debiut otrzymała w 1969 nominację do Oscara za najlepszą rolę drugoplanową i Złotego Globu za rolę drugoplanową.
W połowie lat 70. poznała Clinta Eastwooda. Ich związek trwał 13 lat, mimo że mężem Sondry był w tym czasie rzeźbiarz Gordon Anderson, za którego wyszła za mąż 25 września 1967. Locke zagrała wówczas w 6 filmach Eastwooda. Były to: Wyjęty spod prawa Josey Wales (1976), Wyzwanie (1977), Każdy sposób jest dobry (1978), Jak tylko potrafisz (1980), Bronco Billy (1980), Nagłe zderzenie (1983). Romans z Eastwoodem zakończył się skandalem i sprawą w sądzie.
Od 1986 zajmowała się głównie reżyserią. Zrealizowała cztery filmy: dramat Ratboy (1986), dreszczowiec Odruch (Impulse, 1990) z Theresą Russell, Jeffem Fahey i George'em Dzundzą, telewizyjny dramat kryminalny ABC Death in Small Doses (1995) z Richardem Thomasem, Glynnis O’Connor i Tess Harper oraz dramat kryminalny Przysługa (Do Me A Favor, 1997) z Rosanną Arquette. Pod koniec lat 90. przerwała karierę.
3 listopada 2018 w Los Angeles zmarła w wieku 74 lat w następstwie raka piersi i kości. Z nowotworem walczyła od lat 80. W 1990 roku przeszła podwójną mastektomię i chemioterapię.

## Filmografia
jako aktorka:
- Serce to samotny myśliwy (1968) jako Mick Kelly
- Szczury (1971) jako Joan
- Suzanne (1974) jako Suzanne
- Wyjęty spod prawa Josey Wales (1976) jako Laura Lee
- Wyzwanie (1977) jako Gus Malley
- Death Game (1977) jako Agatha Jackson
- Każdy sposób jest dobry (1978) jako Lynne Halsey-Taylor
- Jak tylko potrafisz (1980) jako Lynne Halsey-Taylor
- Bronco Billy (1980) jako Antoniette Lilly
- Rosie: Historia Rosemary Clooney (1982) jako Rosemary Clooney
- Nagłe zderzenie (1983) jako Jennifer Spencer
- Ratboy (1986) jako Nikki Morrison
- Zagadka proroka (1999) jako Adele Smith
- Zmory przeszłości (1999) jako Betsy Brand
- Ray Meets Helen (2017) jako Helen

jako reżyser:
- Ratboy (1986)
- Odruch (1990)
- Death in Small Dose (1995)
- Przysługa (1997)